# Anna Sivkova
Anna Vitaljevna Sivkova (Russisch: Анна Витальевна Сивкова) (Moskou, 12 april 1982) is een Russisch schermer.

## Carrière
Sivkova won in 2004 olympisch goud met het degen team.
Zij werd driemaal wereldkampioen met het team.

## Resultaten

### Olympische Zomerspelen
| Jaar | Plaats | Resultaten              |
| ---- | ------ | ----------------------- |
| 2004 | Athene | 19e degen degen team    |
| 2012 | Londen | 15e degen 4e degen team |

### Wereldkampioenschappen schermen
| Jaar | Plaats          | Resultaten         |
| ---- | --------------- | ------------------ |
| 2001 | Nîmes           | degen team         |
| 2003 | Havana          | degen team         |
| 2007 | Sint Petersburg | degen team         |
| 2008 | Peking          | degen team         |
| 2013 | Boedapest       | degen · degen team |

1996: Barlois, Flessel, Moressée-Pichot ·
2000: Aznavoerjan, Jermakova, Logoenova, Mazina ·
2004: Logoenova, Aznavoerjan, Jermakova, Sivkova ·
2012: Na, Xiaojuan, Yujie, Anqi ·
2016: Dinu, Gherman, Pop, Popescu ·
2020: Beljajeva, Embrich, Kirpu, Lehis ·
2024: Fiamingo, Navarria, Rizzi, Santuccio